# Menápios
Os Menápios (em latim), Menapii, foram um povo gaulês que habitava, na Gália Belga, um território compreendido entre os rios Sena e o Reno (atuais territórios da Bélgica, Luxemburgo, norte da França, sul dos Países Baixos e oeste da Alemanha).

## Etimologia
Existem duas teorias:
- Origem celta: das palavras mel e apa, que significam água. Explica-se pelo fato de os territórios ocupados pelos menápios serem pantanosos.
- Origem  germânica:  das palavras mesnil, que era uma grande casa onde as pessoas do povoado [ou tribo] se reuniam, e aap que significa imitador, o que segue.

## Origem
Seu território estendia-se entre os rios Aa, no norte da França, e o Reno. Antes da chegada dos romanos estavam estabelecidos ao redor de Gante e Antuérpia (território que corresponde atualmente à província belga da Flandres Oriental).
Sua primeira capital foi o Castelo dos Menápios (Castellum Menapiorum; Cassel), depois de haver expulsado aos Morinos, outro povo belga, para o oeste.
Também houve assentamentos menápios na região de Wesel (Alemanha), na margem direita do rio Reno.

## Conquista romana
As legiões romanas, comandadas por Júlio César, conquistaram a Gália Belga entre 57 e 53 a. C. Em 57 a. C., devido à progressão das tropas romanas, os Eburões, Atuátucos, Morinos, Menápios e Condrusos coligaram-se para fazer frente ao avanço devastador do exército romano. Sem embargo, apesar da resistência oferecida, foram derrotados. Três anos depois, os povos da Gália Belga sublevaram-se e, em 53 a. C., os menápios foram forçados à rendição, após nova derrota.

## Modos de vida

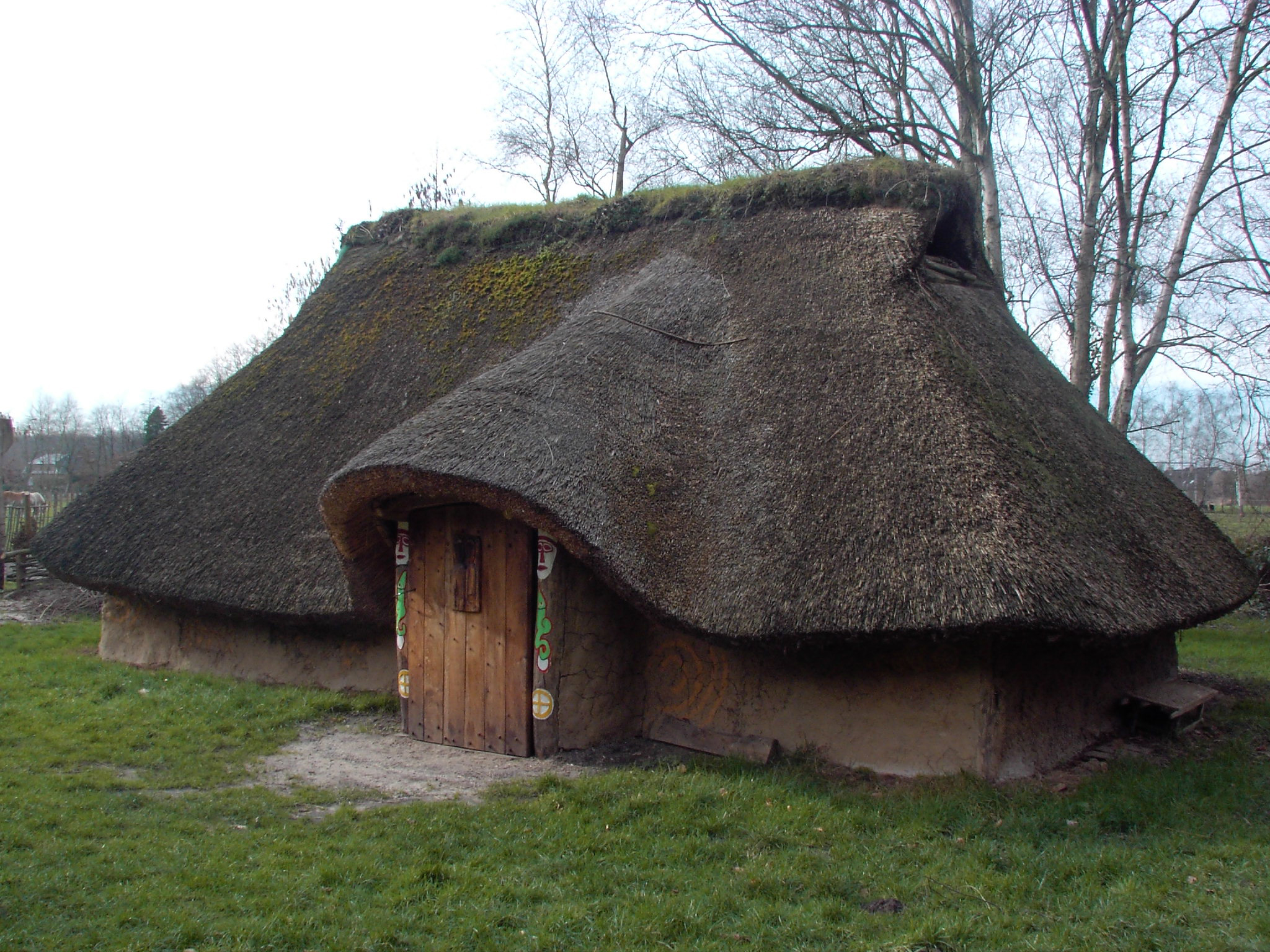
Reconstrução de uma choça dos menápios em Destelbergen.

Os menápios eram um povo já sedentário que vivia do pastoreio e da agricultura em suas aldeias e granjas.

## Época imperial
Uma unidade auxiliar do exército romano, a coorte I Menapiorum, foi recrutada em fins do século I, dentre os menápios, sendo destinada à Britânia.
O usurpador romano do final do séc III, Caráusio, comandante da frota romana no Mar do Norte, que se proclamou imperador da Britânia e do norte da Gália, era um menápio nascido em Betuwe (Batávia).
No  séc. V , a Notitia Dignitatum chama uma legião de Menapii seniores.

## Localização
Quando os romanos chegaram, várias tribos foram localizados na região dos Países Baixos, que residiam nas partes habitáveis mais altas, especialmente no leste e sul. Essas tribos não deixaram registros escritos. Todas as informações conhecidas sobre elas durante esse período pré-romano são baseadas no que os romanos, mais tarde, escreveram sobre elas.

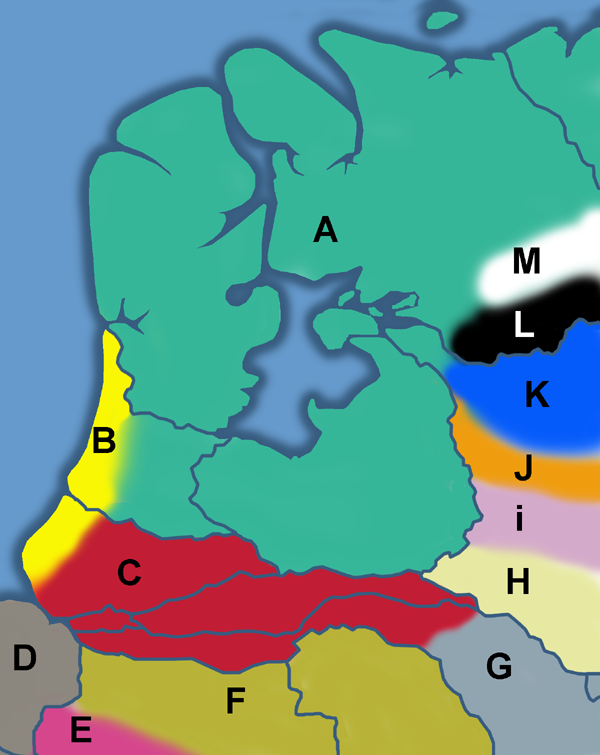
O local aproximado (hoje Holanda) onde as tribos germânicas se assentaram no séc. I. Os limites exatos são desconhecidos entretanto, e H a M em particular, não devem ser considerados como representações exatas.

As tribos mostradas no mapa à esquerda são:
- A. Frísios,
- B. Caninefates,
- C. Batavos,
- D. Marsos,
- E. Toxandros,
- F. Menápios,
- G. Ampsivários,
- H. Camavos,
- I. Sicambros,
- J. Brúcteros,
- K. Tubantes,
- L. Usípetes e
- M. Tencteros.

Outros grupos tribais não mostrados nesse mapa, mas associados com a Holanda, são:
- Ambianos,
- Catos,
- Catuários,
- Morinos,
- Salianos,
- Tungros e
- Úbios.

## Bibliografía
- Encyclopédie Microsoft® Encarta® en ligne 2008.
- Sppedylook: Ménapiens[ligação inativa] (www.speedylook.com).
- La conquête romaine de la Gaule Belgique 57 à 53 AJC.
- L'antique socle germano-belge. Alliance-regionale.org.
- Friedrich Engels, 1882: Zur Urgeschichte der Deutschen.